# Notoreas brephos
Notoreas brephos là một loài bướm đêm trong họ Geometridae.